# Elezioni suppletive per la Camera dei rappresentanti degli Stati Uniti d'America del 1794
Nel corso del 1794 si tennero elezioni suppletive per la Camera dei rappresentanti per eleggere deputati della Camera nei distretti rimasti vacanti. 

## Risultati

### 2º distretto congressuale del Maryland
Le elezioni politiche suppletive nel 2º distretto congressuale del Maryland si sono tenute il 3 aprile, in seguito alle dimissioni di John Francis Mercer.
| Partito                            | Partito                                      | Candidato                          | Risultati 3 aprile | Risultati 3 aprile |
| Partito                            | Partito                                      | Candidato                          | Voti               | %                  |
| ---------------------------------- | -------------------------------------------- | ---------------------------------- | ------------------ | ------------------ |
|                                    | Antifederalismo                              | Gabriel Duvall                     | 155                | 100,00             |
|                                    |                                              |                                    |                    |                    |
| Iscritti                           | Iscritti                                     | Iscritti                           | 155                | 100,00             |
| ↳ Votanti (% su iscritti)          | ↳ Votanti (% su iscritti)                    | ↳ Votanti (% su iscritti)          | 155                | 100,00             |
| ↳ Voti validi (% su votanti)       | ↳ Voti validi (% su votanti)                 | ↳ Voti validi (% su votanti)       | 155                | 100,00             |
| ↳ Schede non valide (% su votanti) | ↳ Schede non valide (% su votanti)           | ↳ Schede non valide (% su votanti) | 0                  | 0,00               |
| ↳ Astenuti (% su iscritti)         | ↳ Astenuti (% su iscritti)                   | ↳ Astenuti (% su iscritti)         | 0                  | 0,00               |
|                                    |                                              |                                    |                    |                    |
|                                    | Esito: collegio confermato a Antifederalismo |                                    |                    |                    |

### 5º distretto congressuale della Carolina del Sud
Le elezioni politiche suppletive nel 5º distretto congressuale della Carolina del Sud si sono tenute il 14 ottobre, in seguito alla morte di Alexander Gillon.
| Partito                            | Partito                                                | Candidato                          | Risultati 14 ottobre | Risultati 14 ottobre |
| Partito                            | Partito                                                | Candidato                          | Voti                 | %                    |
| ---------------------------------- | ------------------------------------------------------ | ---------------------------------- | -------------------- | -------------------- |
|                                    | Federalisti                                            | Robert Goodloe Harper              | 277                  | 93,27                |
|                                    | Indipendente                                           | William Elliott                    | 18                   | 6,06                 |
|                                    | Indipendente                                           | James Simmon                       | 2                    | 0,67                 |
|                                    |                                                        |                                    |                      |                      |
| Iscritti                           | Iscritti                                               | Iscritti                           | 297                  | 100,00               |
| ↳ Votanti (% su iscritti)          | ↳ Votanti (% su iscritti)                              | ↳ Votanti (% su iscritti)          | 297                  | 100,00               |
| ↳ Voti validi (% su votanti)       | ↳ Voti validi (% su votanti)                           | ↳ Voti validi (% su votanti)       | 297                  | 100,00               |
| ↳ Schede non valide (% su votanti) | ↳ Schede non valide (% su votanti)                     | ↳ Schede non valide (% su votanti) | 0                    | 0,00                 |
| ↳ Astenuti (% su iscritti)         | ↳ Astenuti (% su iscritti)                             | ↳ Astenuti (% su iscritti)         | 0                    | 0,00                 |
|                                    |                                                        |                                    |                      |                      |
|                                    | Esito: collegio passa da Antifederalismo a Federalisti |                                    |                      |                      |

### 3º distretto congressuale del Maryland
Le elezioni politiche suppletive nel 3º distretto congressuale del Maryland si sono tenute l'8 dicembre, in seguito alle dimissioni di Uriah Forrest.
| Partito                            | Partito                                                | Candidato                          | Risultati 14 ottobre | Risultati 14 ottobre |
| Partito                            | Partito                                                | Candidato                          | Voti                 | %                    |
| ---------------------------------- | ------------------------------------------------------ | ---------------------------------- | -------------------- | -------------------- |
|                                    | Federalisti                                            | Benjamin Edwards                   | 364                  | 54,41                |
|                                    | Indipendente                                           | Thomas Turner                      | 281                  | 42,00                |
|                                    | Indipendente                                           | Richard Hall                       | 24                   | 3,59                 |
|                                    |                                                        |                                    |                      |                      |
| Iscritti                           | Iscritti                                               | Iscritti                           | 669                  | 100,00               |
| ↳ Votanti (% su iscritti)          | ↳ Votanti (% su iscritti)                              | ↳ Votanti (% su iscritti)          | 669                  | 100,00               |
| ↳ Voti validi (% su votanti)       | ↳ Voti validi (% su votanti)                           | ↳ Voti validi (% su votanti)       | 669                  | 100,00               |
| ↳ Schede non valide (% su votanti) | ↳ Schede non valide (% su votanti)                     | ↳ Schede non valide (% su votanti) | 0                    | 0,00                 |
| ↳ Astenuti (% su iscritti)         | ↳ Astenuti (% su iscritti)                             | ↳ Astenuti (% su iscritti)         | 0                    | 0,00                 |
|                                    |                                                        |                                    |                      |                      |
|                                    | Esito: collegio passa da Antifederalismo a Federalisti |                                    |                      |                      |

## Riepilogo
| Dat        | Stato            | Collegio | Parlamentare uscente | Partito         | Parlamentare eletto   | Partito         |
| ---------- | ---------------- | -------- | -------------------- | --------------- | --------------------- | --------------- |
| 3 aprile   | Maryland         | 2°       | John Francis Mercer  | Antifederalisti | Gabriel Duvall        | Antifederalisti |
| 14 ottobre | Carolina del Sud | 5°       | Alexander Gillon     | Antifederalisti | Robert Goodloe Harper | Federalisti     |
| 8 dicembre | Maryland         | 5°       | Uriah Forrest        | Antifederalisti | Benjamin Edwards      | Federalisti     |